# Николаевский дворец
Николаевский дворец — бывшая трёхэтажная резиденция великого князя Николая Николаевича в глубине обнесённого решёткой сквера на площади Труда Санкт-Петербурга.
Строился в 1853—1861 годах известным мастером эклектики А. И. Штакеншнейдером и его помощниками Августом Ланге и Карлом Циглером. При дворце имелись манеж и церковь, освящённая во имя иконы «Всех скорбящих Радость», с подклетом наподобие пещеры Гроба Господня. После смерти владельца в 1894 году приобретён казной для размещения женского института Ксении Александровны.
После Октябрьской революции перешёл в распоряжение профсоюзов, которые переименовали его в дворец Труда. Ряд помещений дворца сохранили первоначальную отделку.
В настоящее время дворец Труда является штаб-квартирой Федерации профсоюзов Санкт-Петербурга и Ленинградской области (ЛФП).

### История дворца
За несколько лет до своей смерти император Николай I распорядился построить парадную резиденцию для своего третьего сына Николая. Именно это место было выбрано для дворца. Рядом совсем недавно открыли первый постоянный мост через Неву (Благовещенский), что и предопределило такой выбор. Автором проекта резиденции великого князя Кабинетом Его Императорского Величества был выбран Андрей Иванович Штакеншнейдер. Младшими архитекторами были назначены Август Ланге и Карл Циглер. Строительство по проекту Штакеншнейдера вели архитекторы А. П. Брюллов, К. А. Тон и Р. А. Желязевич.

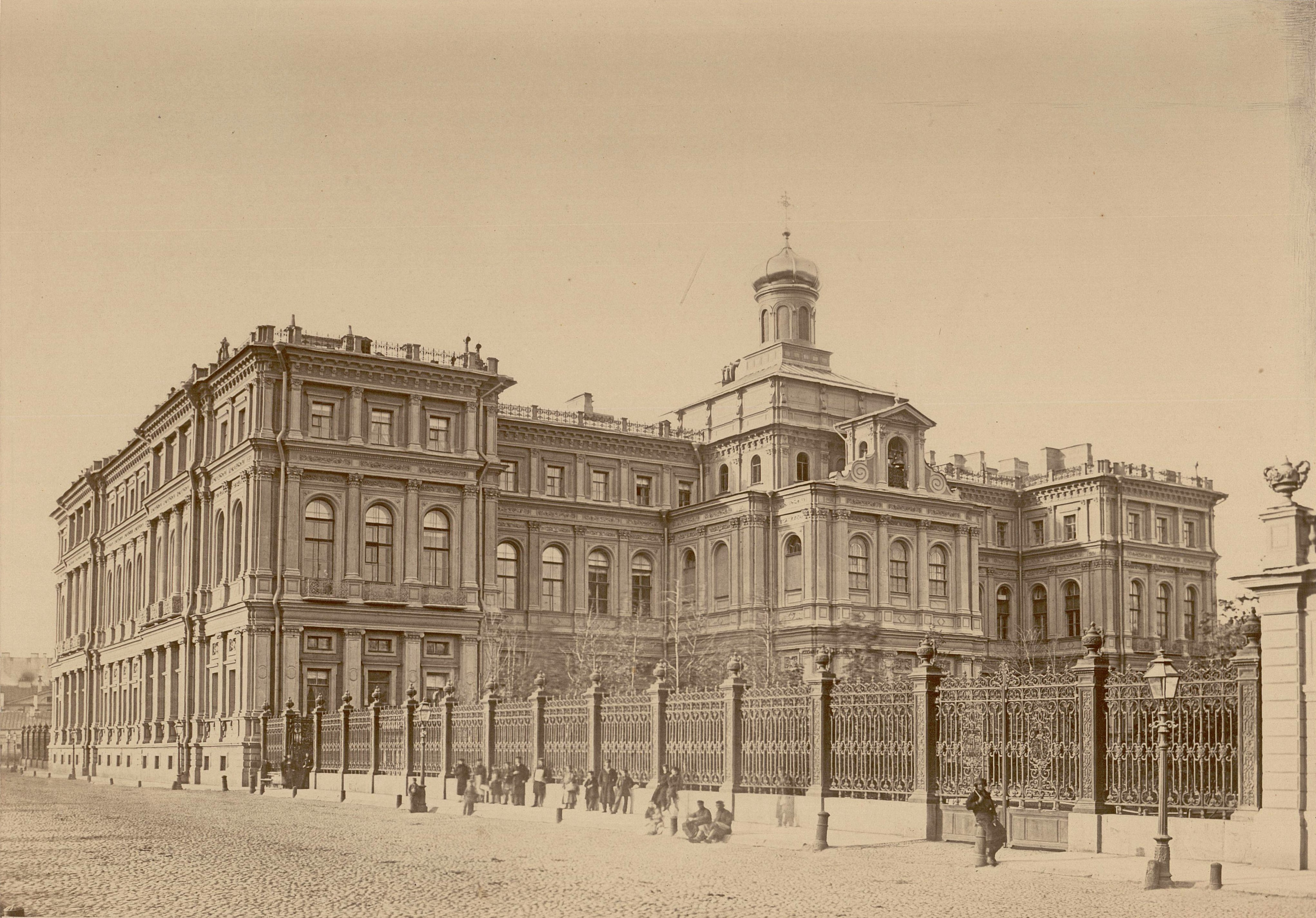
Николаевский дворец, восточный фасад с церковью. Около 1870 г.

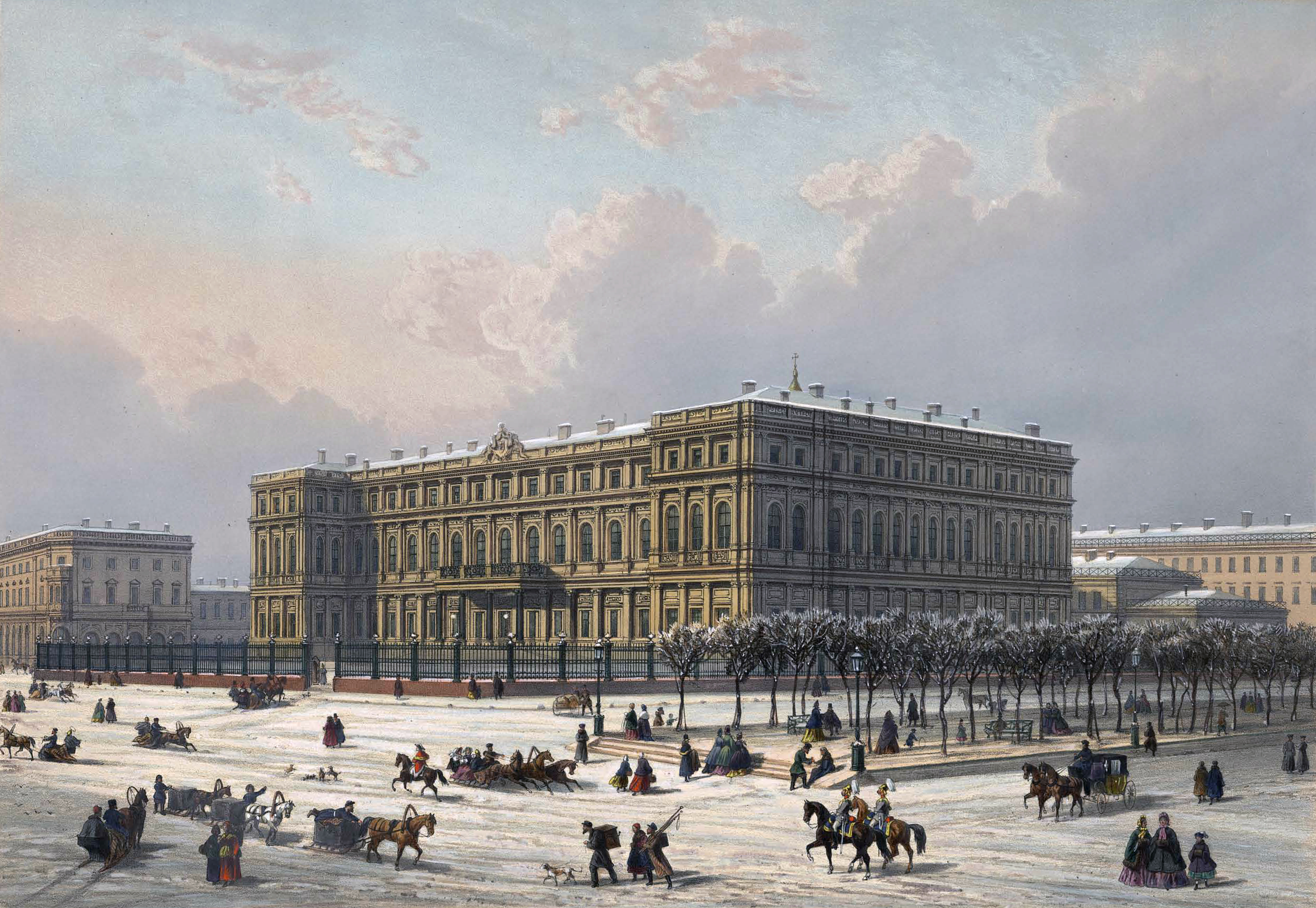
Николаевский дворец (западный фасад) в 1860-х гг.

Николаевский дворец был заложен 21 мая 1853 года. В основание здания был положен ковчежец с золотыми и серебряными монетами, позолочёная медная доска с гравированной надписью об этом событии.
Проект Николаевского дворца предусмотрел появление не только жилья для Николая Николаевича, но и манежа, конюшен, флигеля для прислуги. Николаевский дворец занял территорию в два гектара. Строительство приостанавливалось на время ведения Крымской войны, было возобновлено в 1856 году. Для этого из Департамента Уделов было выделено более трёх миллионов рублей. Церемония открытия и освящения Николаевского дворца состоялась в декабре 1861 года.
В Николаевский дворец великий князь переехал вместе со своей супругой Александрой Петровной. С ней со времени свадьбы в 1855 году и до открытия своей резиденции он жил в Зимнем дворце.
После смерти великого князя Николая Николаевича в 1891 году Николаевский дворец за долги был передан в ведение Департамента Уделов. Наследникам разрешили забрать часть картин, фарфоровых изделий, мебели и семейные реликвии.
Долго решалось для чего в дальнейшем будет служить Николаевский дворец. Предполагалось, что он может быть отдан Инженерному училищу, тогда как Инженерный замок отдали бы Публичной библиотеке. Но 25 июля 1894 года последовал указ императора о том, что в Николаевском дворце в ознаменование бракосочетания великой княгини Ксении Александровны с великим князем Александром Михайловичем будет устроен женский институт, названный в её честь — Ксениинским. Молодожёны поселились неподалёку от Ксениинского института, во дворце на Мойке, напротив Новой Голландии.
Для нужд института здание перестраивалось под руководством Роберта Андреевича Гедике и Ивана Александровича Стефаница. На первом этаже появились канцелярия, квартира начальницы института и жилые помещения для преподавателей. На втором этаже разместились учебные классы. Двусветный Банкетный зал разделили потолком на два помещения. В нижнем устроили сцену для спектаклей, в верхнем — дортуары для воспитанниц. Конюшню перестроили под столовую, Манеж — под спальни. Все работы обошлись казне в 700 000 рублей. Ксениинский институт торжественно открылся 25 марта 1895 года. На церемонии присутствовал император Николай II.
Ксениинский институт был рассчитан на 350 воспитанниц. Он был ниже Смольного института по рангу, здесь обучались исключительно "полусироты". Учебная программа предусматривала семь классов общего курса и три специальных профессиональных. Специализации было всего две - бухгалтерия и рукоделие. Последний выпуск из Ксениинского института состоялся 4 марта 1918 года.

#### После Октябрьской революции
В марте 1917 года Центральное бюро профессиональных союзов получило заявление 16 профсоюзов:
"Мы, организованные представители пролетариев, заявляем: рабочий класс, создавший и создающий всё материальное могущество страны, всё её богатство, имеет полное право на пользование одним из дворцов для нужд профдвижения Петрограда" [Цит. по: 2, с. 81].
Принципиально это обращение было принято, после чего началось обсуждение конкретных вариантов. Предлагалось передать профсоюзам Аничков дворец, но руководство Петроградского Совета рабочих и солдатских депутатов во главе с меньшевиками и эсэрами препятствовали такому использованию бывших царских резиденций. 11 декабря 1917 года на заседании Совнаркома под председательством Владимира Ильича Ленина был принят декрет:
"Совет Народный комиссаров, утверждая постановление Народного Комиссара по Министерству Призрения от 26 ноября 1917 года, постановил: передать здание Ксениинского института в ведение Петроградского Совета Профессиональных Союзов для нужд профессиональных организаций" [Цит. по: 2, с. 81].
С тех пор бывший Николаевский дворец известен как дворец Труда. Торжественное открытие первого в мире дворца профсоюзов состоялось 8 ноября 1918 года. Тогда здесь состоялся многолюдный митинг. Под звуки "Интернационала" собравшимся был представлен сооружённый перед зданием монумент "Великий металлист" работы скульптора М. Ф. Блоха.
В нём разместились Областной совет и ряд отраслевых профсоюзов, Народный университет профсоюзных работников, Центральная библиотека. Здесь же работала типография, в которой издавались журнал «Вестник профессиональных союзов» и газета «Труд». Для нужд этих организаций часть помещений была вновь перестроена. В 1918 году домовая церковь оказалась закрыта. На её месте появился красный уголок. На месте алтаря был установлен бюст Ленина.
13 марта 1918 года дворец Труда, где в это время работал первый съезд сельскохозяйственных рабочих Петроградской губернии, посетил В. И. Ленин. Выступая перед делегатами съезда в Актовом зале, он произнёс:
"Мне особенно отрадно видеть, что здесь, в Питере, где так много прекрасных зданий, дворцов, имевших совершенно неправильное назначение, товарищи поступили правильно, отобрав эти дворцы и превратив их в места собраний, съездов и совещаний как раз тех классов населения, которые на эти дворцы работали и в течение веков эти дворцы создавали и которых на версту к этим дворцам не подпускали!" [Цит. по: 2, с. 88].
Благодаря новому названию дворца Труда в 1923 году Благовещенскую площадь переименовали в площадь Труда. Спустя три года во дворце начала действовать Высшая школа профессионального движения.
Во время Великой Отечественной войны в дворце Труда располагался госпиталь. Исполком Октябрьского районного Совета снабдил госпиталь кроватями, матрасами, подушками, посудой, кухонным оборудованием. Перед находящимися здесь ранеными выступали лучшие артисты и ведущие учёные блокадного Ленинграда. Здание серьёзно пострадало от бомбёжек. Его отреставрировали в конце 1940-х - начале 1950-х годов.
В 1962 году в дворце Труда был открыт дворец культуры Ленинградского областного совета профсоюзов. Один из парадных залов был превращён в галерею Героев Социалистического Труда - лучших тружеников Ленинграда и Ленинградской области. К 1975 году была завершена реставрация фасадов.
Богослужения в домовой церкви дворца возобновились в 1999 году. В настоящее время дворец Труда занимает Совет Федерации профсоюзов Санкт-Петербурга и Ленинградской области. Также он используется в коммерческих целях, часть помещений сдаётся под офисы.

## Архитектура дворца

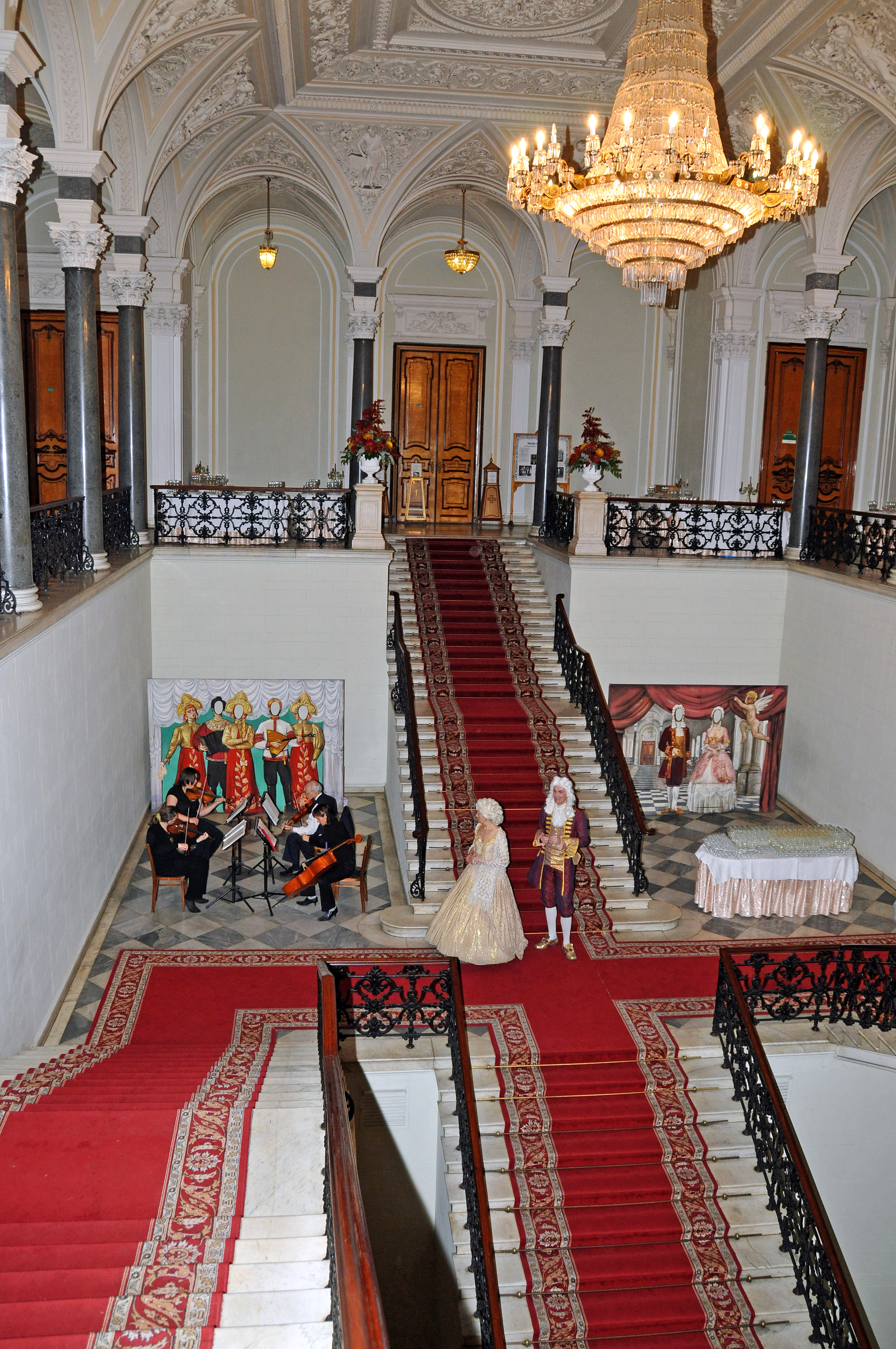
Один из интерьеров дворца Труда

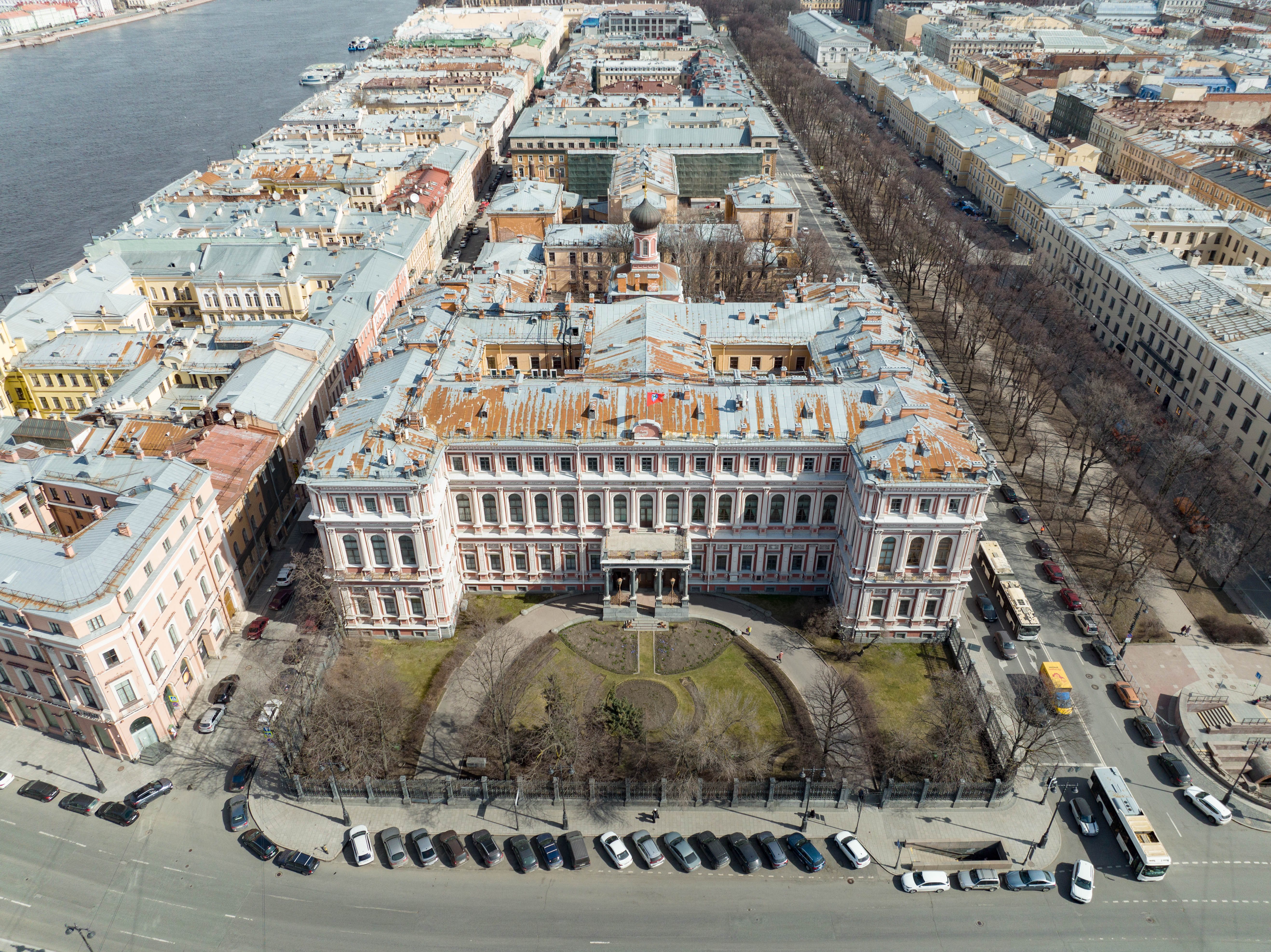
Аэрофотосъёмка со стороны площади Труда

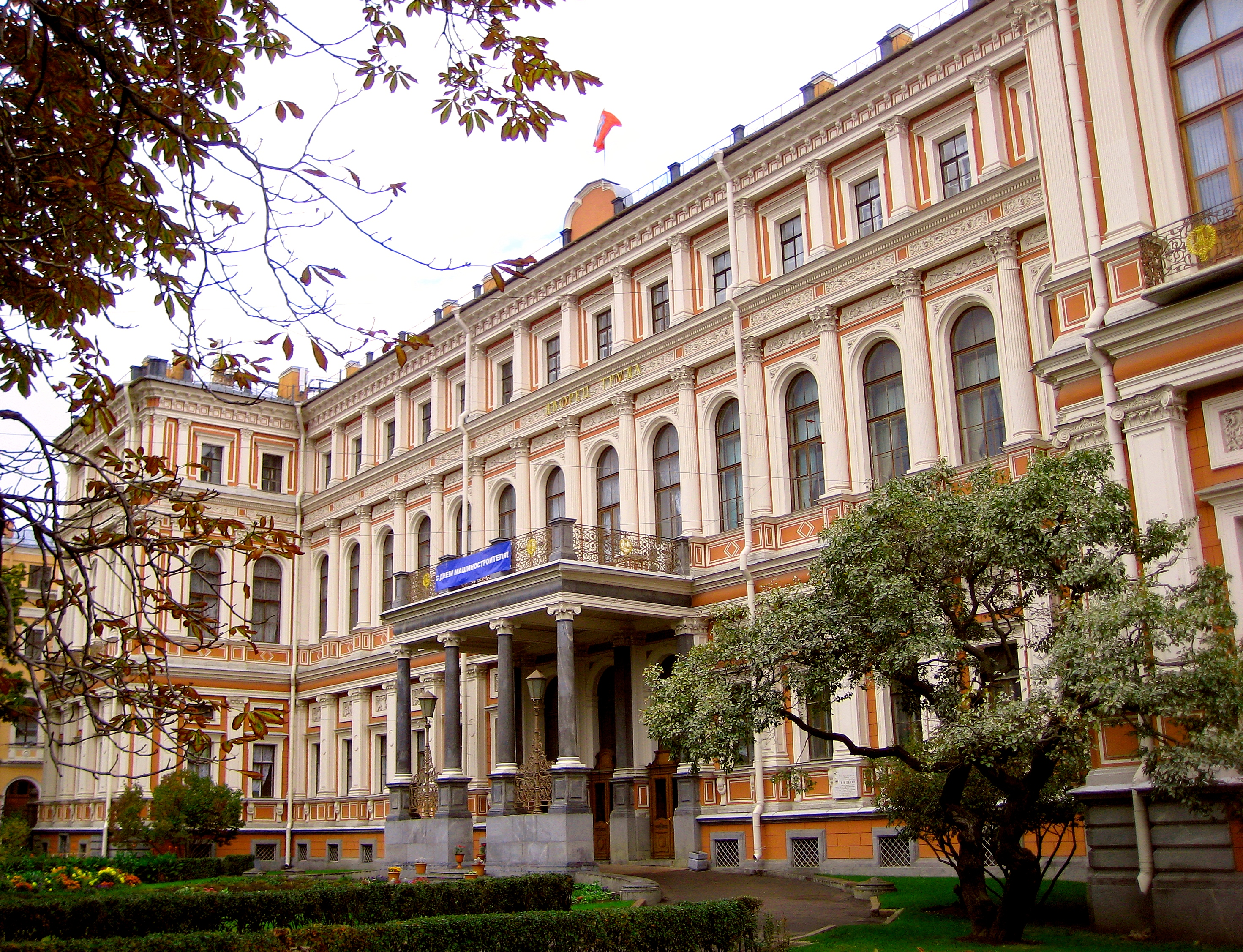
Николаевский дворец — западный вход, 2013

Бывший Николаевский дворец, наравне с Благовещенской церковью (ныне снесена), стал доминантой бывшей Благовещенской площади (ныне площади Труда). Штакеншнейдер выбрал для фасада архитектурные приёмы итальянского ренессанса. В моду вошла эклектика, Штакеншнейдер был одним из первых архитекторов, применивших этот стиль в Петербурге. Перед главным фасадом находилась открытая, огороженная ажурной решёткой, площадка, дававшая возможность рассмотреть фасад дворца с площади в деталях. В восточной части Николаевского дворца, со стороны сада, расположилась домовая церковь.
Для оформления Вестибюля Штакеншнейдер использовал «казённый камень», оставшийся от строительства Исаакивского собора. Лестница была украшена семнадцатью картинами работы художника Николая Тихобразова. Анфилада второго этажа (бельэтажа) начиналась Белой гостиной, украшенной лепными десюдепортами и живописными панно. Далее — Малая столовая, Китайская гостиная. В центре западного фасада — Розовая гостиная, потолок которой украшал плафон «Суд Париса» художника А. Ясевича. В северо-западной части бельэтажа находились Танцевальный и Банкетный двусветные залы (высотой в 17 метров). Танцевальный зал украшали скульптуры работы Иенсена. Мебель для парадных залов была изготовлена мастером Андреем Туром.
В восточной части Николаевского дворца находились личные апартаменты Николая Николаевича и его супруги. Окна этих комнат выходили в сад и на Конногвардейский бульвар. В личные покои можно было попасть через Собственный подъезд со стороны сада. Отсюда можно было пройти в Бильярдную, комнату дежурного адъютанта, Приёмную, Кабинет, Штандартную. Стены помещений украшали изображения любимых лошадей великого князя, написанные И. Швабе. Из Кабинета три двери вели на балкон, откуда открывался вид на сад. Здесь иногда пел хор солдат финского стрелкового батальона. В кабинет каждое утро в 9 часов подавали чай, на котором присутствовали также супруга великого князя Александра Петровна, доктор Обермюллер, генерал-адъютанты. В 12 часов Николай Николаевич завтракал в Малой Столовой.
Покои Александры Петровны примыкали к комнатам великого князя. Кабинет княгини выходил двумя окнами и балконом на бульвар. Отсюда можно было попасть в Зимний сад, Будуар, Уборную и Опочивальню.
На первом этаже Николаевского дворца располагались детские комнаты. В северо-западной части дворца жили воспитатели детей. Здесь же — запасные (гостевые) помещения, Рекреационный зал для спортивных игр.
Николаевский дворец изначально был оснащён водопроводом, канализацией, телеграфной связью с Генштабом, громоотводами, гидравлическим лифтом с кабиной из красного дерева.
К Николаевскому дворцу примыкал манеж, выполненный в арабском стиле, и соединённый со дворцом отдельным переходом. В нём были две комнаты для обслуги и помещение, в котором устраивали выставки породистых собак, лошадей или племенного скота. Великий князь Николай Николаевич был членом различных сельскохозяйственных и спортивных обществ. Для прислуги был построен отдельный пятиэтажный корпус.
В центре сада находился круглый ледник в виде грота из красного финского гранита.
Двусветная домовая церковь Николаевского дворца была освящена протопресвитером В. Б. Божановым 24 октября 1863 года во имя Божией Матери всех скорбящих радости. Вход в неё был с парадной лестницы. Объём церкви завершала звонница с семью колоколами. Живописные работы в интерьере храма выполнил немецкий профессор живописи Л. Тирш. Серебряная церковная утварь была изготовлена на фабрике поставщика его императорского дворца В. И. Сазикова, по эскизам академика П. Е. Антипова. Церковь могла вместить в себя до 60 человек. В 1872 году по проекту Ф. С. Харламова под солеею и алтарём была устроена часовня с приделами великомученицы Варвары и апостола Петра.
На балах в Николаевском дворце играли лучшие военные оркестры. В них принимали участие хозяин дворца, его брат Михаил. Михаил Николаевич предпочитал танцевать с замужними дамами, а Николай Николаевич — с девицами.
22 ноября 1868 года в день помолвки племянницы Николая Николаевича герцогини Евгении Максимилиановны Лейхтенбергской с принцем Александром Петровичем Ольденбургским в Николаевский дворец прибыла княгиня Татьяна Борисовна Потёмкина. Во время её подъёма в церковь лифт неожиданно упал с самой высоты. Кабина развалилась, княгиню с трудом извлекли из под обломков. Потёмкину оставили на два месяца во дворце, после чего отправили домой.
В Белой гостиной Николаевского дворца Александра Петровна устраивала благотворительные базары.
Во второй половине 1880-х годов в Николаевском дворце начали переделывать интерьеры для повзрослевших детей Николая Николаевича и Александры Петровны. Работы проводились под руководством академика Н. П. Басина. В северо-западной части первого этажа Николаевского дворца поселился Николай Николаевич-младший, в южной — Пётр Николаевич. На первом этаже появились Красная гостиная, Турецкая комната, Оружейная, Мавританская гостиная и другие помещения.